# Айдзу Кагэ-рю
Кагэ-рю (яп. 陰流 кагэ-рю:, «теневая школа»), также известная как Айдзу Кагэ-рю (яп. 会津陰流, «теневая школа Айдзу») — древняя школа кэндзюцу, классическое японское боевое искусство (корю), основанное приблизительно в 1490 году Айдзу Хьюга-но-Ками Ико (яп. 愛洲移香斎久忠), также известного под именем Айдзу Икосаи Хисатада (яп. 愛洲移香斎 尚忠).

## История
Школа Айдзу Кагэ-рю была основана самураем Айдзу Хьюга-но-Ками Ико в 1490 году, во времена периода Муромати. Айдзу Икосаи являлся членом клана Айдзу и представителем ветви семьи Кии (Kii) города Кумано, которая была поставлена во главу пяти крепостей сёгуном Моринага Синно (яп. 親王 森永, 1308 — 1335) во времена периода Муромати.
Основная направленность школы — борьба с мечом (кэндзюцу). Термин «Кагэ» переводится как «тень» и передаёт суть учения, которое заключается в фокусировке на определении намерения, стратегии и душевного состояние противника путём изучения его/её языка тела, выражения лица и других признаков.

## Наследие
У Айдзу было два ученика: его сын, Айдзу Коситиро (яп. 愛洲小七郎宗通, 15??—1590), и Камиидзуми Хидэцугу (яп. 上泉 秀次). Последний передал знания Кагэ-рю своему сыну, Камиидзуми Исэ-но-ками Нобуцуна, знаменитому фехтовальщику и основателю школы Синкагэ-рю (яп. 新陰流). Исэ-но Ками развивал и совершенствовал методы известных ему школ, особое внимание уделяя технике и принципам школы Кагэ-рю.

## В настоящее время
На сегодняшний день Айдзу Кагэ-рю более не существует, однако её знания и техники используются в таких школах, как Ягю Синкагэ-рю и Касима Синдэн Дзикисинкагэ-рю, а также многих других.

## Генеалогия
Линия передачи традиций школы Айдзу Кагэ-рю состоит из трёх человек:
1. Айдзу Икосай Хисатада;
2. Айдзу Гэнкосай Мунэмити, автор Хисока но Маки (яп. 私の巻), основатель Сарутоби Кагэ-рю[9];
3. Камиидзуми Исэ-но-ками Нобуцуна, основатель Синкагэ-рю.